# Judit Varga (athlète)
Pour les articles homonymes, voir Judit Varga.
Dans le nom hongrois Varga Judit, le nom de famille précède le prénom, mais cet article utilise l’ordre habituel en français Judit Varga, où le prénom précède le nom.
Judit Varga, née le 16 avril 1976, est une athlète hongroise spécialiste du demi-fond.

## Palmarès

### Championnats d'Europe d'athlétisme
- Championnats d'Europe d'athlétisme de 2002 à Munich ( Allemagne)
  - 4e sur 1 500 m

### Championnats d'Europe d'athlétisme en salle
- Championnats d'Europe d'athlétisme en salle de 1998 à Séville ( Espagne)
  -  Médaille de bronze sur 1 500 m